# Distretto di Kamo (Shizuoka)
Il distretto di Kamo (賀茂郡, Kamo-gun?) è uno dei distretti della prefettura di Shizuoka, in Giappone.
Attualmente fanno parte del distretto i comuni di Higashiizu, Kawazu, Matsuzaki, Minamiizu e Nishiizu.
| Controllo di autorità | VIAF (EN) 254136136 · NDL (EN, JA) 00394017 |